# Zemětřesení v Kermánšáhu 2017
Zemětřesení v Kermánšáhu byl otřes, který zasáhl pozdě večer 12. listopadu 2017 Irák a Írán. United States Geological Survey (USGS) nejdříve uvedla, že se epicentrum otřesu nacházelo v Iráku, ale později uvedla, že v Íránu poblíž s hranicemi Iráku. Nejbližším městem byla Halabdža, vzdálená asi 32 km od epicentra. Hlavní město Iráku - Bagdád, byl vzdálen asi 220 km od epicentra.
Podle modelu USGS mohlo zemětřesení pocítit 70 milionů lidí. Více než 200 000 lidí bylo v zóně, ve které bylo zemětřesení velmi silné.
Síla otřesu byla 7,3 a hypocentrum se nacházelo v hloubce 23 km. Jednalo se tak o nejsilnější zaznamenané zemětřesení v historii Iráku, přestože se epicentrum nacházelo v Íránu. V Íránu je to nejsilnější zemětřesení od roku 2013 a nejsmrtelnější od roku 2003, kdy došlo k otřesu, který zabil více než 25 000 lidí.

## Následky
Poničeno je několik větších měst a stovky vesnic. Íránská média uvedla, že se při zemětřesení zřítilo zhruba 12 000 domů. Otřes byl tak silný, že ve městě Sarpol Zaháb byla zničena jediná nemocnice, která ve městě stála. Toto město bylo nejhůře zasaženým, jelikož zde zemřelo 280 lidí.
Při zemětřesení zemřelo nejméně 630 lidí a více než 8000 dalších utrpělo zranění. 620 lidí zemřelo a více než 7000 se zranilo v Íránu. 10 mrtvých a stovky zraněných hlásí Irák. Kvůli vysokému počtu obětí je tento otřes nejhorším zemětřesením roku 2017.
Íránský duchovní vůdce Sajjid Alí Chameneí kondoloval všem příbuzným obětí a vyzval úřady, aby pomohly těm, co byli zraněni či přišli o domov. Podle íránského Červeného půlměsíce přišlo kolem 70 000 lidí o domov. V Kermánšáhu byl vyhlášen třídenní smutek za oběti zemětřesení.

### Dotřesy
12. prosince 2017 došlo k dotřesu, který měl sílu 5,4. Při otřesu utrpělo 50 lidí zranění.